# Pinguécula

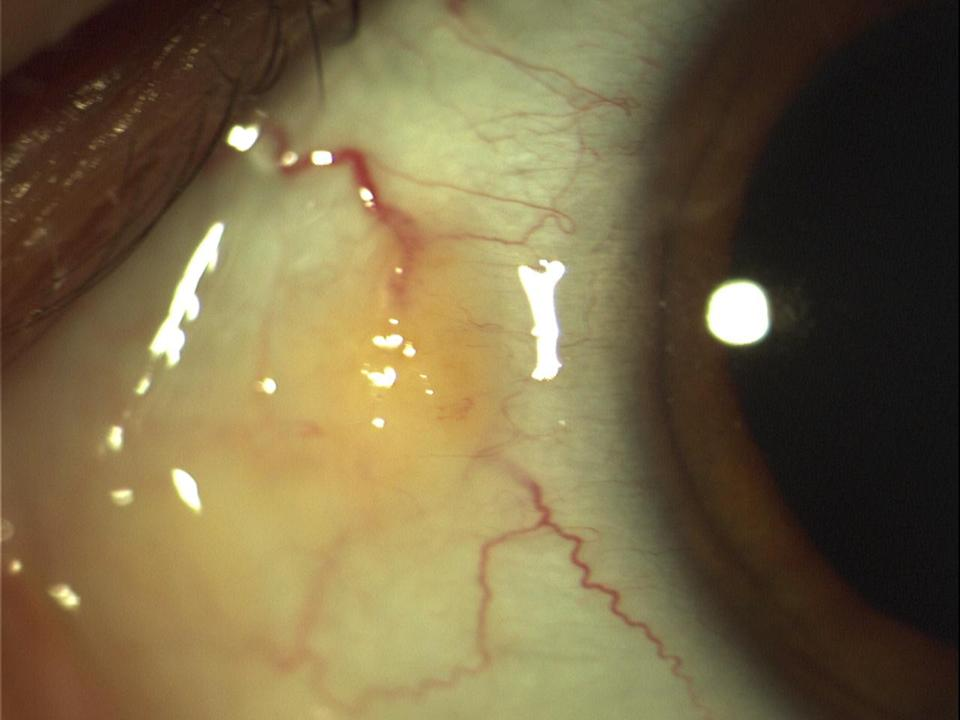
Pinguécula à la périphérie de l'iris

La pinguécula est une petite masse jaunâtre, parfaitement bénigne, qui se situe sur la conjonctive à côté de la cornée. Elle est constituée de tissu conjonctif et de cellules épithéliales.

## Causes
La cause exacte de cette condition est inconnue, mais certains facteurs comme le vent, la poussière et les rayons ultraviolets pourraient en favoriser l’apparition. Elle peut être associée à une maladie de Gaucher.

## Traitement
Aucun traitement n'est nécessaire dans la mesure où la vision n'est que très rarement entravée. Si c'est le cas, une opération est à envisager.

## Diagnostic différentiel
La pinguécula ressemble au ptérygion mais ce dernier apparait au sein de la cornée et est davantage responsable de complications.